# Quercus afares
Espèce
Classification phylogénétique
Quercus afares, le chêne afarès (arabe : بلوط الأفراس), est une espèce de plantes à fleurs de la famille des Fagacées et du genre Quercus. C'est un arbre à feuillage caduc endémique d'Afrique du Nord et trouvée en Algérie et en Tunisie.
Le nom vernaculaire arabe, afares, a probablement inspiré le paléontologue et botaniste Auguste Pomel. Le nom tamazight est techt.

## Description générale
La description est issue de la diagnose d'Auguste Pomel et de la description de Pierre Quézel & Sébastien Santa et de Germaine Pottier-Alapetite.
- Port général : arbre pouvant atteindre 25 à 30 mètres, au port fastigié étant jeune puis devenant pyramidal en se terminant en dôme arrondi.
- Appareil végétatif : tronc à l'écorce très rugueuse. Feuilles caduques ; oblongues plus ou moins lancéolées, dentées comme les feuilles d'un châtaignier, à la base arrondie et au sommet en pointe ; veloutées sur les deux faces lorsqu'elles sont jeunes, puis parsemées de poils au-dessus et veloutées en dessous ; nervures secondaires assez nombreuses et parallèles.
- Appareil reproducteur : cupules couvertes d'écailles étalées ou retroussées. Glands mûrissant l'année suivante.
- Origine : Quercus afares est une espèce stabilisée née de l'hybridation entre Quercus suber et Quercus canariensis[5].

## Taxonomie
La Base de données des plantes d'Afrique (BDPA) (4 juin 2013) donne les synonymes :
- synonyme homotypique : Quercus castaniifolia subsp. afares (Pomel) Maire (1933)
- synonymes hétérotypiques :
  - Quercus afares var. cerrifolia (Villar) Maire & Weiller (1961)
  - Quercus castaniifolia f. incana Trab. (1890)
  - Quercus afares var. incana (Trab.) Maire (1961)
  - Quercus castaniifolia auct. Algérie
  - Quercus afares var. virescens (Trab.) Maire (1961)

## Écologie
- Régions d'origine : le chêne afarès est endémique du Nord-est de l'Algérie (Tell à l'Est d'Alger[3]) et du Nord-Ouest de la Tunisie (forêt au Sud de Tabarka[4]).
- Habitat : Montagnes siliceuses bien arrosées[4].
- Phytosociologie : Quercus afares est l'une des caractéristiques du Paeonio atlanticae-Cedrion atlanticae[7]
- Protection : Quercus afares est inscrite sur la liste des espèces végétales non cultivées protégées sur l’ensemble du territoire algérien.